# فیانا فایل
فیانا فایل (ایرلندی: Fianna Fáil – An Páirtí Poblachtánach) که به معنای «سربازان سرنوشت» یا «جنگجویان فال» است با نویسهٔ رسمی نام (فیانا فایل) - حزب جمهوری‌خواه (ایرلندی: Fianna Fáil - An Páirtí Poblachtánach), یک حزب سیاسی محافظه‌کار و دموکرات مسیحی است که در جمهوری ایرلند و ایرلند شمالی ثبت شده است.
این حزب به عنوان یک حزب جمهوری‌خواه در ۱۶ مه ۱۹۲۶ توسط ایمون دو والرا و هوادارانش پس از جدایی آنها از شین فین تأسیس شد. دی والرا و پیروانش مصمم بودند که در Oireachtas (پارلمان ایرلند) کرسی بگیرند، در حالی که سیاست شین فین این بود که از به رسمیت شناختن آن امتناع کند. از سال ۱۹۲۷، فیانا فایل یکی از دو حزب اصلی ایرلند، همراه با فاین گیل از سال ۱۹۳۳ بوده است. هر دو به عنوان احزاب راست میانه، در سمت راست حزب کارگر ایرلند و شین فین دیده می‌شوند. این حزب در بیشتر قرن بیستم بر زندگی سیاسی ایرلند تسلط داشت و از زمان تأسیس آن، یا آن یا فاین گیل رهبری هر دولتی را بر عهده داشته‌اند. بین سال‌های ۱۹۳۲ و ۲۰۱۱، این حزب بزرگ‌ترین حزب در دایل ایرین بود، اما اخیراً با کاهش در سهم خود. از سال ۱۹۸۹ به بعد، دوره‌های حکومتی آن در ائتلاف با احزاب چپ یا راست بود.